# Jon Gries
Pour les articles homonymes, voir Gries (homonymie).
Jonathan Francis Gries dit Jon Gries, né le 17 juin 1957 à Glendale en Californie, est un acteur, producteur et écrivain américain.

## Biographie
Jon Gries est connu pour avoir joué Oncle Rico dans le film Napoleon Dynamite et également pour son rôle de Laslo Hollyfeld en 1985 dans la comédie Real Genius. Son rôle le plus connu à la télévision est celui de Broots dans la série télévisée américaine Le Caméléon (The Pretender). Il a aussi joué le père de Ben dans la série Lost. Il a également joué un chasseur (Martin), dans la série fantastique Supernatural, l'épisode 11 de la saison 5.

## Filmographie

### Au cinéma
- 1967 : Will Penny, le solitaire (Horrace)
- 1979 : American Graffiti, la suite (More American Graffiti) de Bill L. Norton
- 1985 : Profession: Génie (Real Genius) de Martha Coolidge : Lazlo Hollyfeld
- 1986 : Terror Vision (Terror Vision) de Ted Nicolaou (en)
- 1987 : The Monster Squad de Fred Dekker
- 1988 : Vampire, vous avez dit vampire ? 2 (Fright Night Part 2) de Tommy Lee Wallace : Louie
- 1995 : Get Shorty de Barry Sonnenfeld
- 1997 : Men In Black de Barry Sonnenfeld
- 2003 : Northfork des Frères Polish
- 2003 : Bienvenue dans la jungle de Peter Berg
- 2004 : Napoleon Dynamite de Jared Hess
- 2006 : Stick It de Jessica Bendinger
- 2008 : Taken de Pierre Morel :  Mark Casey
- 2008 : The Comebacks de Tom Brady
- 2012 : Taken 2 d'Olivier Megaton :  Mark Casey
- 2013 : Bad Turn Worse
- 2014 : Faults de Riley Stearns : Terry
- 2015 : Taken 3 d'Olivier Megaton : Mark Casey
- 2016 : Memories of War (인천상륙작전) de Lee Jae-han : Hoyt S. Vandenberg

### À la télévision
- 1984 : High School U.S.A. de Jack Bender (téléfilm) : Leo Bandini
- 1986 : La Cinquième Dimension
- 1990 : Tour Of Duty - L'Enfer du devoir : Cdt. Rex Chapman
- 1991 : Code Quantum : Flash
- 1992 : Martin : Stan
- 1994 : X-Files : Salvatore Matola
- 1996 - 2000 : Le Caméléon : M. Broots
- 1998 : Seinfeld : Rusty
- 2001 : Caméléon contre Caméléon : M. Broots
- 2001 : L'Antre du diable : M. Broots
- 2002 : 24 heures chrono
- 2004 : Las Vegas : Greg Walker
- 2007 : Amours de vacances (Frank) : Colin York
- 2007 - 2010 : Lost : Roger Linus
- 2008 : Les Experts : Manhattan
- 2009 : Supernatural : Martin
- 2010 : Psych, enquêteur malgré lui : Strabinsky
- 2010 : Nikita : ingénieur
- 2010 : Cold Case : Affaires classées : Bill Shepard
- 2011 : Hawaii 5-0 : Liam Miller
- 2012 : Supernatural : Martin
- 2013 : The Bridge : Bob
- 2014 : Esprits criminels : Clifford Walsh
- 2016 : Les 12 jours sanglants de Noël Episode 9 : Andy, le SDF
- 2021- : The White Lotus : Greg / Gary

## Distinctions

### Récompenses
- Pena de Prata 2021 : meilleure distribution pour une série télévisée dramatique pour The White Lotus partagé avec Murray Bartlett, Jennifer Coolidge, Connie Britton, Alexandra Daddario, Fred Hechinger, Jake Lacy, Brittany O'Grady, Sydney Sweeney, Natasha Rothwell, Steve Zahn, Molly Shannon, Lukas Gage ET Kekoa Kekumano.
- Screen Actors Guild Awards 2023 : Meilleure distribution pour une série dramatique pour The White Lotus